# فرانکو کوچولی
فرانکو کوچولی (زادهٔ ۲۵ اوت ۱۹۵۹) رکابزن حرفه‌ای سابق اهل ایتالیا است که در رشتهٔ دوچرخه‌سواری جاده فعالیت می‌کرد. او توانست در سال ۱۹۹۱ برندهٔ جیرو دیتالیا شود.

## فعالیت حرفه‌ای
کوچولی در کاستلفرانکو دی سوپرا زاده شد و در دوران فعالیت آماتور خود توانست پیروزی‌هایی به دست آورد. از جمله در سال ۱۹۷۷ برندهٔ تور لونیجانا در ردهٔ جوانان شد. در سال ۱۹۸۱ نیز برندهٔ تور پیکولو امیلیا و تور والدارنو شد. او در سال ۱۹۸۲ حرفه‌ای شد و نخستین پیروزی حرفه‌ای خود را در مرحلهٔ نخست تور ترنتینو در سال ۱۹۸۳ کسب کرد. در همان سال، برندهٔ رده‌بندی رکابزن جوان جیرو دیتالیا شد.
در فصل ۱۹۸۴ کوچولی برندهٔ تور ترنتینو شد. در فصل بعد نیز برندهٔ یک مرحلهٔ جیرو شد و مسابقه را با رتبهٔ نهم به پایان رساند. در فصل ۱۹۸۶ نیز در یک مرحلهٔ جیرو پیروز شد و در رده‌بندی نهایی در رتبهٔ ششم جای گرفت. در همان سال، در یک مرحله از تور سوئیس نیز به پیروزی رسید. کوچولی در جیروی ۱۹۸۸ نیز یک مرحله را فتح کرد و در مرحلهٔ ۱۲ پیراهن صورتی را به تن کرد؛ ولی سرمای گاویا در مرحلهٔ ۱۴ باعث شد زمان زیادی از دست دهد و در پایان، پنجم شد. کوچولی این رتبه را در جیروی ۱۹۸۹ نیز تکرار کرد. در فصل ۱۹۹۰ نیز برندهٔ مرحلهٔ چهارم تور ترنتینو شد.
در جیروی ۱۹۹۱ کوچولی قدرت خود را از آغاز مسابقه نمایش داد. پس از رتبهٔ سوم مرحلهٔ نخست، در بخش نخست مرحلهٔ دوم پشت سر جانی بونو و جلوتر از سایر رکابزنان از خط پایان گذشت و پیراهن صورتی را به دست آورد. در بخش دوم این مرحله که تایم تریل بود نیز برتری خود بر بونو را به ۵ ثانیه افزایش داد. در مرحلهٔ چهارم، رهبری مسابقه را از دست داد و آن را به اریک بویر داد؛ ولی در مرحلهٔ بعد، پشت سر مارینو لخارتا و ۵۰ ثانیه جلوتر از سایر رقیبان مرحله را تمام کرد و دوباره رهبر مسابقه شد. در تایم تریل مرحلهٔ ۱۰ کوچولی ۶۲ ثانیه دیرتر از جانی بونو مسیر ۷٫۷ کیلومتری را طی کرد؛ ولی با برتری یک ثانیه‌ای نسبت به او، رهبری را حفظ کرد. در مرحلهٔ ۱۲ کوچولی و لخارتا جزء گروه پیشتازی بودند که با برتری حدود ۳۰ ثانیه نسبت به تعقیب‌کنندگان از خط پایان گذشتند و کوچولی توانست برتری خود نسبت به نفر دوم که لخارتا بود، به ۳۰ ثانیه برساند. نخستین پیروزی کوچولی در جیروی ۱۹۹۱ در مرحلهٔ ۱۵ به دست آمد. او در مورتیرولو فرار کرد و ۵۰ کیلومتر پایانی را به تنهایی رکاب زد تا با فاصلهٔ ۳۰ ثانیه نسبت به نفر دوم، فاتح مرحله شود. در مرحلهٔ ۱۷ نیز در سربالایی آخر در پوردوی، فرار کرد و ۳۸ ثانیه جلوتر از کلودیو کاپوچی از خط پایان گذشت. آخرین مرحلهٔ تأثیرگذار جیرو، مرحلهٔ ۲۰ بود که رکابزنان باید تایم تریلی به مسافت ۶۶ کیلومتر را رکاب می‌زدند. کوچولی با برتری ۵۲ ثانیه‌ای نسبت به بونو، برندهٔ مرحله شد و تنها قهرمانی خود در جیرو دیتالیا را قطعی کرد.
در فصل ۱۹۹۲ کوچولی برندهٔ جایزه بزرگ ایبار شد و در جیرو بر سکوی سوم ایستاد. پس از آن در تور دو فرانس شرکت کرد و آخرین پیروزی خود در گرند تورها و تنها پیروزی خود در تور دو فرانس را در مرحلهٔ ۱۵ تور به دست آورد. در فصل ۱۹۹۳ در جایزه بزرگ ایبار دوم شد و در فصل ۱۹۹۴ در تور دو فرانس در رتبهٔ ۴۲ قرار گرفت. کوچولی در پایان سپتامبر ۱۹۹۴ از دوچرخه‌سواری حرفه‌ای خداحافظی کرد.

## نتایج در گرند تورها
| گرند تور       | ۱۹۸۲ | ۱۹۸۳ | ۱۹۸۴ | ۱۹۸۵ | ۱۹۸۶ | ۱۹۸۷ | ۱۹۸۸ | ۱۹۸۹ | ۱۹۹۰ | ۱۹۹۱ | ۱۹۹۲ | ۱۹۹۳ | ۱۹۹۴ |
| -------------- | ---- | ---- | ---- | ---- | ---- | ---- | ---- | ---- | ---- | ---- | ---- | ---- | ---- |
| جیرو دیتالیا   | ۲۵   | ۱۵   | ۲۴   | ۹    | ۶    | ۱۴   | ۵    | ۵    | ۶    | ۱    | ۳    | ۱۹   | ۴۶   |
| تور دو فرانس   | —    | —    | —    | —    | —    | —    | —    | —    | —    | —    | ۱۶   | —    | ۴۲   |
| ووئلتا اسپانیا | —    | —    | —    | —    | —    | —    | —    | —    | —    | —    | —    | —    | —    |